# Biotopo Ontaneto di Oris
Il Biotopo Ontaneto di Oris (in tedesco Biotop Eyrser Au) è un'area naturale protetta dell'Alto Adige istituita nel 1983.
Occupa una superficie di 46,36 ha a Lasa nella provincia autonoma di Bolzano.